# Carnot (cuirassé)
Pour les articles homonymes, voir Carnot.
Le Carnot était un cuirassé à tourelles de 1re classe construit à l'arsenal de Toulon entre 1891-1897.
Il a pris ce nom en l'honneur de Sadi Carnot (1837-1894), homme d'État français et président de la République française du 3 décembre 1887 au 25 juin 1894, date de son assassinat. À l'origine, il devait porter le nom du révolutionnaire Lazare Carnot.

## Conception
Le Carnot, comme les Charles Martel, Jauréguiberry, Masséna et Bouvet, est issu du programme naval de 1890 dit « flotte d'échantillons ». Les cinq cuirassés ont été construits sur des plans différents : le programme minimal spécifiait seulement la composition de l'artillerie principale et le déplacement maximal de 12 000 tonnes. Le blindage est en acier nickelé.
Lors d'une refonte en 1900, il fut doté de 2 tubes lance-torpilles supplémentaires et de 4 canons-révolvers Hotchkiss de 47 mm supplémentaires.

## Histoire
Il fit ses premiers essais sur les côtes de Provence, fut armé le 25 juin 1897 à Toulon et resta en Méditerranée.
Puis le Carnot a servi dans l'escadre du Nord de mars 1900 à 1901, après avoir reçu un armement complémentaire. Transféré à l'escadre de Méditerranée le 11 juillet 1901, il rejoint l'escadre du Nord de 1904 à 1906 avant d'être mis en réserve à Toulon de 1907 à 1913
À partir du 1er avril 1914, il a été utilisé comme ponton-caserne dans le port de Brest.
Le 30 octobre 1919, le Carnot a été rayé des listes de service. Le 8 avril 1922, il a été vendu à la démolition qui s'est effectuée à Brest.

## Sources
- Gérard Garier et Alain Croce, Les cuirassés "Échantillons" : Brennus, Carnot, Charles Martel, vol. 1, LELA Presse, 30 octobre 2019, 272 p. (ISBN 978-2-37468-023-1)
- Jean Meyer et Martine Acerra, Histoire de la marine française : des origines à nos jours, Rennes, Ouest-France, 1994, 427 p. [détail de l’édition] (ISBN 2-7373-1129-2, BNF 35734655)
- Rémi Monaque, Une histoire de la marine de guerre française, Paris, éditions Perrin, 2016, 526 p. (ISBN 978-2-262-03715-4)
- Michel Vergé-Franceschi (dir.), Dictionnaire d'Histoire maritime, Paris, éditions Robert Laffont, coll. « Bouquins », 2002, 1508 p. (ISBN 2-221-08751-8 et 2-221-09744-0)
- Alain Boulaire, La Marine française : De la Royale de Richelieu aux missions d'aujourd'hui, Quimper, éditions Palantines, 2011, 383 p. (ISBN 978-2-35678-056-0)
- Jean-Michel Roche (dir.), Dictionnaire des bâtiments de la flotte de guerre française de Colbert à nos jours, t. 1, de 1671 à 1870, éditions LTP, 2005, 530 p. (lire en ligne)